# Norton Motorcycle Company
Norton Motorcycle Company ime je engleske marke motorkotača (motocikla), koja je prvo započela rad u gradu Birminghamu 1898. godine. Prvi motorkotač (motocikl) s uvezenim motorom je proizveden 1902., a motorkotač s vlastitim razvijenim motorom napravljen je 1908.
Za vrijeme Drugog svjetskog rata Norton je proizveo skoro 100.000 motorkotača za vojne potrebe, dok nakon rata zbog manje potražnje tvrtka pada u financijske probleme. Kada većinski dioničari napuštaju Norton, firmu kupuje Associated Motor Cycles. Kroz recesiju iz 1950-tih Norton izlazi kao manji proizvođač, ali njihov proizvod je bio uvelike tražen posebno u SAD-u. Sa svojim serijom Norton Dominator s dva cilindra od 500cc, 600cc, 650cc i naposljetku Norton Atlas s 750cc, prodaja je bila jako dobra. U kasnim 1970-tim, pod vodstvom Dennisa Poorea, Norton iako je manja tvrtka preuzima najvećeg proizvođača motorkotača BSA-Triumph, i tako je stvorena nova firma Norton Villers Triumph. Tvrtka BSA-Triumph bila je zastarjela u načinu vođenja, s lošim radnim navikama, te modelima koji se nisu prodavali. Proizvodi BSA-Triumph također su tehnički zaostajali u proizvodnji kao i u finalnom proizvodu. Dennis Poore je htio započeti racionalizaciju proizvodnje, i htio je zatvoriti tvornice koje nisu bile rentabilne. Poslije te najave radnici u tehnički najzaostalijoj tvornici Triumph u Meridenu započeli su štrajk, i sve je krenulo nizbrdo za novu tvrtku. Dennisu Pooreu se ovo nije svidjelo, i pošto je bio vlasnik tvrtke Manganese Bronze Holdings započeo je s isisavanjem kapitala iz novonastale tvrtke Norton Villers Triumph. Nedugo poslije tvrtka Norton Villers Triumph propada i država je morala intervenirati ne bi li pokrenula ovu tvrtku i vratila radna mjesta. Zbog političkih previranja oko refinanciranja udružene tvrtke od strane države i usporedno s pokušajem da se pronađe strateški kupac za cijelu tvrtku, Norton Villers Triumph prestaje s radom i tako u Velikoj Britaniji nestaje proizvodnja motorkotača. 
Godine 2006. engleski poduzetnik Stuart Garner kupuje ime Norton od američkog koncerna, i ponovno započinje proizvodnju motorkotača u Dorington Parku gdje je razvijen trkaći motorkotač NRV588, čiji je primjer motorkotač Norton Commando. Nedugo poslije Norton izbacuje inačice s motorom od 1.200cc i 750cc.
|  |  |  |  |

## Vanjske poveznice
- Službena stranica Norton Motorcycles (UK) Ltd
- Stranica Norton Racing  Arhivirana inačica izvorne stranice od 1. svibnja 2009. (Wayback Machine)